# Seznam slovenskih igralcev
Seznam slovenskih igralcev. (Glej tudi : Seznam slovenskih filmskih igralk)
Ta seznam zajema filmske, televizijske in gledališke igralce.

## A
Zvone Agrež - Draga Ahačič - Lina Akif - Janez Albreht - Borut Alujevič - Miha Alujevič - Anton Ambrož - Gal Ambrožič - Dolfe Anderle -
Vinci Vogue Anžlovar - Mara Apih Pečar -
Miha Arh - Albina Arnold -
Matjaž Arsenjuk - Lenore Aubert  -
Alenka Avbar - Katarina Avbar -
Jožica Avbelj - Damir Avdić?- Tamara Avguštin -
Franc Ažman

## B
Barbara Babič - Jože Babič - Pia Babič - Iva Babić - Ranko Babić - Liljana Bačar -
Marjan Bačko -
Ludvik Bagari -
Maks Bajc -
Pavel Bajc -
Gregor Baković -
Aleksandra Balmazović - Miha Baloh -
Ivo Ban -
Tom Ban - Ludvig Baraga - Bruno Baranovič - Ivo Barišič - Matija Barl - 
Diego Barrios Ross -
Meta Baš - Bronislav Battelino -
Miloš Battelino - Nada Bavdaž - Dani Bavec - Mira Bedenk (1921-2021) -
Ljerka Belak - Slavko Belak - Marjan Belina -
Vojko Belšak -
Viktorija Bencik -
Danilo Benedičič - Marija Benko - Gorka Berden - Janez Bermež - Alida Bevk - Iztok Bevk - Miha Bezeljak - Mirko Bezjak - Julka Bezjak -
Primož Bezjak - Vlado Bezjak -
Danilo Bezlaj - Matevž Biber -
Polde Bibič -
Demeter Bitenc -
Lado Bizovičar - Maja Blagovič -
Franjo Blaž - Polona Blaž -
Sonja Blaž -
Barica Blenkuš - Josip Boc -
Mirko Bogataj - Livij Bogatec -
Maja Boh - Voranc Boh - František Bohuslav - Luka Bokšan -
Ana Bovhan -
Ruša Bojc - Berta Bojetu-Boeta - Luka Bokšan -
Radoš Bolčina -
Alenka Bole Vrabec -
Ignacij Borštnik -
Zofija Borštnik - 
Andrea Bosic - Peter Boštjančič - Nada Božič -
Silvij Božič - Urša Božič - Jurij Bradač - Urška Bradaškja -
Valo Bratina - Bogdana Bratuž -
Marijana Brecelj - Vida Breže -
Neda R. Bric -
Boris Brunčko -
Pavla Brunčko -
Jan Bučar -
Metka Bučar - Jurij Buda -
Berta Bukšek - Marjan Bunič - Nataša Burger - Stane Burja

## C
Miranda Caharija –
Janez Cankar –
Evgen Car –
Boris Cavazza –
Sebastijan Cavazza – Mirko Cegnar – Vladislav Cegnar – Anton Cerar-Danilo –
Barbara Cerar – 
Slavko Cerjak –
Vida Cerkvenik-Bren –
Ivan Cesar – Anka Cigoj – Laci Cigoj – Polde Cigler – Bojana Ciglič –Nejc Cijan Garlatti – Alenka Cilenšek –
Luka Cimprič – Lea Cok – Stojan Colja – Jan Cvitkovič

## Č
Jernej Čampelj - Katarina Čas - Bojan Čebulj - David Čeh -
Damjana Černe - Zora Červinka -
Stane Česnik -
Janez Čuk -
Gregor Čušin -
Silva Čušin -
Jernej Čampelj -

## Ć
Lucija Ćirović –

## D
Maksimiljan Dajčman – Josip Daneš –
Danilo –
Avgusta Danilova –
Mira Danilova – Silva Danilova –
Vera Danilova – Ciril Debevec – Eva Derganc –
Marko Derganc – 
Maša Derganc –
Miha Derganc – Maja Dežman –
Polde Dežman –
Tanja Dimitrievska –
Daša Doberšek –
Majda Dobovišek-Škodnik –
Simon Dobravec – Blaž Dolenc – George Dolenz –
Anton Dolgan – Marjan Dolgan –
Ana Dolinar – Sonja Dolinar (r. Gorjup) – Borut Doljšak – Darja Dominkuš – Manca Dorrer –
Peter Dougan – Iztok Drabik Jug –
Valter Dragan – Mario Dragojević –
Walter Dragosavljević Rutar –
Lojze Drenovec –
Jurij Drevenšek – Jože Drinovec – Anja Drnovšek – Lučka (Lucija) Drolc-Uršič –
Štefka Drolc –
Veronika Drolc – Angela Dujec Zaccaria /Caharija (=Angela Sancin)

## Đ
Sašo Đukić - Branko Đurić - Đuro

## E
Primož Ekart -
Bojan Emeršič -
Janez Eržen -
Peter Eržen

## F
Ana Facchini -
Peter Falke -
Mojca Fatur -
Lenča Ferenčak -
Miha Ferkov - Tjaša Ferme -
Sergej Ferrari -
Gaja Filač -
Emil Filipčič -
Lovro Finžgar -
Josip Fišer -
Neva Jana Flajs -
Irma Flis -
Primož Forte -
Metka Franko - Zvone Funda -
Mojca Funkl -
Maks Furijan -
Ula Furlan -
Mila Furst -
Uroš Fürst -

## G
Metka Gabrijelčič - Nada Gabrijelčič - Franci Gabrovšek - Maja Gal Štromar - Bernarda Gašperčič - Jernej Gašperin - Gregor Geč - Savina Geršak -
Maruša Geymayer-Oblak - Velemir Gjurin - Slavka Glavina - Teja Glažar - Mara Glonar (r. Juvan) - Milena Godina -
Ivo Godnič - Tone Gogala - Manja Golec - Tina Gorenjak - Danilo Gorinšek - Slavica Gorinšek -
Bojan Gorišek -
Albina (Binca) Gorjup -
Sara Gorše - Marija Goršič -
Niko Goršič - Roman Goršič - Drago Gorup -
Petra Govc - 
Nataša Barbara Gračner -
Olga Grad -
Boštjan Gradišek - Fedor Gradišnik - Liza Marija Grašič -
Majda Grbac -
Romeo Grebenšek - Marjeta Gregorač - Anita Gregorec - Edvard Gregorin - Ana Grgurevič - Vika Gril -
Milena Grm - Lucija Grm (Hudeček) - Edo Grom - Maša Grošelj -
Brane Grubar -
Gregor Gruden - Matjaž Gruden -
Tomaž Gubenšek -
Kristijan Guček - Tina Gunzek - Franjo Gunžer -
Julij Guštin

## H
Arna Hadžialjević - Judita Hahn-Kreft - Peter Harl - Lucija Harum -
Akira Hasegawa -
Helena Hegler -
Jure Henigman -
Davor Herga - Rajner Hlača -
Marjan Hlastec - Angelca Hlebce - Urška Hlebec - Sonja Hlebš -
Janez Hočevar (-Rifle) -
Janko Hočevar -
Tone Homar (1926-2021) -
Vinko Hrastelj - Vera Hreščak-Bebler -
Ana Hribar - Lena Hribar Škrlec-
Rosana Hribar -
Zvone Hribar - Jože Hrovat - Tjaša Hrovat - Breda Hrovatin-Vintar -
Željko Hrs - Jan Hrušovar

## I
Rudolf Inemann - 
Brane Ivanc -
Željko Ivanek -
Nina Ivanič Rep -
Nina Ivanišin Janežič -
Jure Ivanušič

## J
Marjana Jaklič Klanšek - Gorazd Jakomini - Barbara Jakopič -
Samo Jakoš  - Ivanka Jamnik - Jaša Jamnik - Barbara Jamšek -
Slavko Jan - Klemen Janežič - Tina Janežič -
Tomi Janežič -
Angela Janko-Jenčič -
Lara P. Jankovič - Mija Janžekovič-Jankovič -
Gašper Jarni - 
Matjaž Javšnik -  Andrej Jelačin -
Alen Jelen - Anton Jeločnik - Lidija Jenko - 
Barbara Pia Jenič - Lidija Jenko -
Mina Jeraj -
Valerij Jeraj -
Iztok Jereb -
Annemarie Jerman -
Iza Jerman - Janez Jerman - Pavle Jeršin - Eva Jesenovec - Vesna Jevnikar -
Ivan Jezernik -
Nejc Jezernik - Ježek -
Boštjan Jordan -
Branko Jordan -
Aljaž Jovanović -
Boris Juh -
Polona Juh - Metka Jurc - Vladimir Jurc - Patrizia Jurinčič Finžgar - Polonca Juvan -
Vida Juvan - Nika Juvan Kalan

## K
Nedeljka Kacin-Pirjevec - Olga Kacjan - Mila Kačič - Peregrin Kajzel - Ela Kalan - Milan Kalan - Nika Kalan - Anton Kalc -
Milada Kalezić - Alja Kapun -
Janez Kardelj - Ana Karneža - Klara Kastelec -
Drago Kastelic - 
Uroš Kaurin - Jure Kavšek - Miran Kenda - Boris Kerč (igralec) - Srečko Kermavner - Nataša Keser - Minu Kjuder -
Saša Klančnik - Janez Klasinc - Julija Klavžar - Vid Klemenc - Ivica Knez - Jasna Knez - Mirel Knez - Boris Kobal - Silvij Kobal - Jule Kobe -
Boris Kočevar -
Hermina Kočevar (Matjaščeva) - Nataša Keser - Anuša Kodelja - Helena Koder - Jernej Kogovšek -
Sabina Kogovšek - Majda Kohek - Dragica Kokot Šolar - Diana Kolenc - Matej Kolmanič - Aljoša Koltak -
Karin Komljanec -
Lara Komar - Nataša Konc Lorenzutti - Maja Končar (r. Potokar) -
Roman Končar - Miro Kopač - Stana Kopitar - Žan Koprivnik - Nevenka Koprivšek - Jure Kopušar - Mirjam Korbar - Pia Korbar - Tadej Koren Šmid - Majča Korošaj - Igor Korošec - Robert Korošec -
Rudi Kosmač -
Milan Kosič - Lojze Košak - Milan Košak - Klemen Košir - Tatjana Košir -
Just Košuta -
Zora Košuta - Irena Kovačević - Aljoša Kovačič -
Jože Kovačič - Klemen Kovačič - Jože Kovič - Pavle Kovič -
Alenka Kozolc -
Katra Kozinc - Lidija Kozlovič - Kristian Koželj - Alenka Kraigher - Barbara Krajnc Avdić -
Iva Krajnc -
Boris Kralj - Emil Kralj -
Elvira Kralj - 
Ljubomir Kralj - Marjan Kralj -
Irena Kranjc -
Oskar Kranjc -
Zlatko Krasnič -
Eva Kraš -
Ida Kravanja (Ita Rina) - Rok Kravanja -
Anita Kravos - Hinko Kreft - Suzana Krevh - Mihael Krištof -
Simon Krnc - Benjamin Krnetić - Jasna Krofak - Magdalena Kropiunig - Aleksander (Sandi) Krošl - Marjanca Krošl - Rastko Krošl -
Breda Krumpak - Klara Kuk -
Barbara Kukovec -
Andreja Kuliš - Jasna Kuljaj -
Anica Kumer -
Franjo Kumer - Marjan Kunaver -
Rok Kunaver -
Jaka Kunić - Urban Kuntarič -
Jernej Kuntner -
Tone Kuntner -
Andrej Kurent - Vesna Kuzmić

## L
Petja Labović - Jaka Lah -
Jure Lajovic - Mira Lampe Vujičić - Matjaž Latin - Roman Lavrač - Mojca Lavrič - Janez Lavrih - Stane Leban -
Neža Lesar - Ivo Leskovec - Metka Leskovšek - Gojmir Lešnjak-Gojc - Ivan Levar - Ančka Levar -
Barbara Levstik -
Katja Levstik - Vida Levstik - Branko Ličen - František Lier - Fran Lipah - Pavel Ločnik - David Logar -
Gorazd Logar - Jože Logar -
Marija Lojk-Tršar - Silva Lojk - Lojze Ločina - Jože Lončina - Marjan Lombar -
Minca Lorenci - Bogdan Lubej - Vesna Lubej - Jožko Lukeš - Matic Lukšič

## M
Uroš Maček - Vesna Maher - Maruša Majer -
Janja Majzelj - Svetlana Makarovič -
Drago Makuc -
Danijel Malalan - Janko Mandić -
Marko Mandić -
Štefan Marčec - Luka Marčetič - Marija Vera - Marjan Marinc -
Ivo Marinšek - Viktor Markič -
Franc Markovčič -
Rok Markovič - Gašper Markun - Bojan Maroševič -
Josip "Bobi" Marotti -
Rok Matek -
Tina Matijevec -
Matildalina -
Nataša Matjašec - Alojz Matjašič -
Bine Matoh -
Klemen Mauhler -
Cirila Medved-Škerlj -
Barbara Medvešček -
Viktor Meglič -
Melani Mekicar -
Jana Menger -
Maja Martina Merljak - Dušan Mevlja - Ivanka Mežan -
Vlado Mičković -
Boris Mihalj -
Saša Mihelčič - Irena Mihelič - Lea Mihevc -
Branko Miklavc - Saša Miklavc -
Robert Miklič-Koren - Marko Miladinović - Frane Milčinski-Ježek - Juš Milčinski - Ksenija Mišič -
Marko Mlačnik -
Iztok Mlakar -
Jože Mlakar - Peter Mlakar -
Zvezdana Mlakar -
Zoran More -
Jože Mraz - Jerca Mrzel - Desa Muck -
Kristijan Muck - Milena Muhič - Rado Mulej -
Andrej Murenc - Vera Murko - Peter Musevski - Rado Mužan

## N
Marija Nablocka - Doroteja Nadrah -
Andrej Nahtigal - Avrelija Nakrst - Rado Nakrst -
Maja Nemec -
Miha Nemec -
Sanja Nešković Peršin - Vela Nigrin - Josip Nolli - Anja Novak - Klemen Novak - Medea Novak - Mihaela Novak - Niko Novak - Vladimir Novak -
Vlado Novak - Zdravko Novak - Barbara Novakovič Kolenc? -
Alojz Novinc - Dario Nožić Serini -
Hinko Nučič - Jose Nzobandora

## O
Nada Obereigner – Matjaž Ocvirk – Metka Ocvirk – Zdravko Ocvirk – Manca Ogorevc –
Marko Okorn –
Bernarda Oman – Tine Oman –
Iuna Ornik – Goro Osojnik –
Boris Ostan – Jette Ostan Verjup – Lucija Ostan Vejrup –
Kristijan Ostanek – Žiga Oven – Peter Ovsec

## P
Igor Pacek - Vera Pantić Malerič - Žan Papič -
Matjaž Partlič -
Mojca Partljič - Rado Pavalec -
Saša Pavček -
Sandi Pavlin - Saša Pavlin Stošić - Metka Pavšič -
Volodja Peer - Ana Penca - Franc Henrik Penn - Albin Penko -
Franc Penko -
Vera Per - Žan Perko -Vesna Pernarčič -
Damijan Perne - Helena Peršuh - Marta Pestator - Robert Pešut -
Ivan Peternelj - Anton Petje - Bogdana Petje Bratuž - Primož Petkovšek - Ervina Petrovčič-Wrischer -
Miha Petrovčič - Miran Petrovčič - Janko Petrovec - Nikla Petruška Panizon - Ivana Percan Kodarin -
Dejan Pevčević - Saša Pfeifer -
Daniela Pietrasanta - Simona Pihler - Alenka Pinterič -
Tomaž Pipan -
Alenka Nika Pirjevec -
Primož Pirnat - Tadej Pišek -
Kondi Pižorn -
Marko Plantan - Valentina Plaskan - Rina Pleteršek - Josip Plut - Vanja Plut - Tanja Poberžnik -
Duša Počkaj - Lučka Počkaj - Vika Podgorska -  Miro Podjed - Božo Podkrajšek - 
Matija Poglajen - Drago Pogorelec - Sonja Polanc -
Andraž Polič -
Radko Polič - Maja Poljanec Nemec - Blaž Popovski - Stane Potisk -
Branko Potočan - Tanja Potočnik - Tina Potočnik Vrhovnik - Uroš Potočnik -
Draga Potočnjak -
Lojze Potokar -
Majda Potokar -
Stane Potokar - Josip Povhe - Anton Požar - Rok Prašnikar -
Robert Prebil - Aleksij Pregarc - Ida Pregarc - Rado Pregarc -
Saša Prelesnik - France Presetnik - Franci Presetnik - Andrej Prevc -
Mitja Primec - Vesna Ponorac - Irena Prosen -
Matej Puc -
Mateja Pucko - Breda Pugelj - Metka Pugelj - Domen Puš - Boris Putjata

## R
Jure Rajšp - Polona Rajšter - Angela Rakar - Joseph Rakotorahalahy - Nina Rakovec - Pavle Rakovec - Janko Rakuša -
Nataša Ralijan -
Ali Raner - Pavel Rasberger -
Tarek Rashid - Tanja Ravljen -
Urša Ravnik -
Pavle Ravnohrib - Stane Raztresen -
Mateja Rebolj -
Matej Recer - Lejla Rehar Sancin -
Darja Reichman - Tussy/Tuši Reiner - Marija Reisner - Savina Remec - Tina Resman -
Anja Ribič - Igor Ribič?-
Mirza Ribič -
Mojca Ribič -
Tanja Ribič - Barbara Ribnikar - Ita Rina -
Dušanka Ristić - Miha Rodman - Zlata Rodošek -
Nataša Rogelj - Tevž Rogina - Zvonimir Rogoz -
Janez Rohaček - Tonja Rojc Ponebšek -
Petra Rojnik -
Ajda Rooss -
Jožef Ropoša -
Nejc Ropret - Milivoj Miki Roš -
Špela Rozin - Andrej Rozman - Roza -
Lojze Rozman -
Matija Rozman - Nika Rozman -
Vito Rožej - Matija Rupel -
Ivan Rupnik - Jelena Rusjan - Neda Rusjan Bric - Adrijan Rustja -
Ana Ruter -

## S
Angela Sadar - Lojze Sadar - Kolja Saksida -
Žiga Saksida - Rafko Salmič - Jože Samec - Filip Samobor -
Igor Samobor - (Angela Sancin) - Belizar Sancin - Igor Sancin - Modest Sancin -
Mira Sardoč - Danica Savinova - Avgust Sedej - Nevenka Sedlar - Živa Selan - Elizabeta Semenič -
Blaž Setnikar -
Maja Sever -
Sava Sever -
Stane Sever - Jelica Siard - Marij Sila - Valerija Sila (r. Železnik) - Eva Simčič Nifergal -
Marko Simčič -
Neža Simčič - Vladoša Simčič - Milena Simončič Hren - Nace Simončič - Mojca Simonič - Peter Simoniti - Nataša Sirk - Neda Sirnik -
Anica Sivec - Dušan Skok - Helena Skebe Mikeln - Mia Skrbinac - Leontina Skrbinšek/Tina Leonova - Majda Skrbinšek - Milan Skrbinšek - Nina Skrbinšek - Štefanija Skrbinšek - Vladimir Skrbinšek -
Milan Skubic - Tina Skvarča -
Klemen Slakonja - Marjuta Slamič - Vesna Slapar - Marica Slavec - Maša Slavec - Tone Slodnjak -
David Sluga - Matevž Sluga -
Uroš Smolej - Ajda Smrekar - Boris Sobočan -
Lea Sobočan - Zijah Sokolović - Matija Solce - (Franjo Sornik) -
Bert Sotlar -
Jurij Souček - Mileva Sovdat -
Petja Sovilj - Dejan Spasić - Martin Srebotnjak - Marjan Srienc -
Marjan Stanić -
Zlatko Stanko -
Ema Starc - Tea Starc - Stane Starešinič -
Julka Starič - Sebastijan Starič -
Janez Starina -
Katarina Stegnar - Matija Stipanič - Danilo Stopar - Sonja Stopar -
Nadja Strajnar Zadnik -
Lane Stranič/-ć -
Mitja Strašek - Eva Stražar - Beti Strgar - Slavko Strnad -Rajko Stupar - (Bojan Stupica) -
Ravil Sultanov -
Nataša Sultanova - Lidija Sušnik -
Alojz Svete - Alenka Svetel - Tina Skvarča

## Š
Mirjana Šajinović - Romana Šalehar - Marija Šali Per - Marjan Šarec - Mihaela Šarič - Vlado Šav - Blaž Šef - Mario Šelih - Marija Šeme - (Rade Šerbedžija) -
Osip Šest - Anica Šinkovec -
Katja Šivec -
Jutra Škamperle -
Dušan Škedl - Silvester Škerl -
Janez Škof -
Janez Škof ml. - Ludvik Škof - Eva Škofič Maurer - Nik Škrlec - Jana Šmid - Sebastjan Šoba - Tone Šolar -
Lotos Vincenc Šparovec - Jakob Špicar - Ana Špik - Srečo Špik - Tines Špik - Inti Šraj - Igor Štamulak - Lojze Štandeker -
Milan Štefe - Anatol Štern -
Marinka Štern - Kaja Štiglic - Lado Štiglic - Poldka Štiglic - Tugo Štiglic - Zala Ana Štiglic - Andrej Štritof -
Blaž Štrukelj -
Branko Šturbej - Timon Šturbej -
Aleš Šubic - Danijel Šugman -
Jernej Šugman - Maja Šugman -
Zlatko Šugman -
Tjaša Šuligoj -
Jernej Šurbek - Julij Šušteršič - Mina Švajger

## T
Saša Tabaković - Maja Taraniš - Mitja Tavčar - Urška Taufer - Borut Telban - Aliash Tepina -
Aljoša Ternovšek -
Peter Ternovšek -
Dušan Teropšič -
Alenka Tetičkovič -
Gašper Tič -
Nataša Ralijan -
Alja Tkačeva - Nenad Tokalić-Nešo - Kaja Tokuhisa -
Ajda Toman - Ivanka Toman - Stane Tomazin -
Jadranka Tomažič - Irena Tomažin - Violeta Tomič - Agata Tomšič - Tomo Tomšič -
Vlado Tot - Jagoda Tovirac -
Arnold Tovornik -
Franjo Tovornik - Lucija Lila Tratnik - Damjan Trbovc -
Metka Trdin -
Franek Trefalt -
Mito Trefalt -
Matjaž Tribušon -
Marjan Trobec -
Gaber K. Trseglav - Danilo Trstenjak - Danilo Turk - France Turk - Glavko Turk -
Matjaž (Matija) Turk - Aleksandra (Sanda) Turšič

## U
Žiga Udir - Berta Ukmar - Mileva Ukmar -
Dare Ulaga - Bojan Umek - Ana Urbanc - Marina Urbanc - Biba Uršič - Breda Urbič - Manca Uršič -
Tina Uršič -

## V
Andrej Vajevec - Janez Vajevec -
Andres Valdes - Albina Valenta Brus -
Aleksander Valič -
Aleš Valič -
Blaž Valič -
Iztok Valič -
Dare Valič -
Domen Valič - Matic Valič -
Nina Valič - Vid Valič -
Dario Varga - Irena Varga -
Matija Vastl - Miro Veber - Petra Veber Rojnik -
Jette Vejrup Ostan -
Mateja Velikonja - Tita Veljak-Gasparin -
Aleksandra Veljković -
Marko Velkavrh -
Marija Vera - Bogomir Veras -
Sergej Verč -
Anton Verovšek -
Polona Vetrih - Franjo Vičar - Ksenija Vidic -
Barbara Vidovič - Alenka Vidrih - Mara Vilar - Sten Vilar - Rok Vihar -
Alenka Vipotnik -
Bojan Vister -
Matjaž Višnar - Silvia Viviani - Blaž Vižintin -
Vladimir Vlaškalić - Bruno Vodopivec - Dominik Vodopivec -
Milan Vodopivec - Elena Volpi -
Rafael Vončina -
Vesna Vončina - Lara Vouk - Božo Vovk - Nevenka Vrančič -
Meta Vranič - Uršula Vratuša Globočnik - Tina Vrbnjak - Janez Vrhovec - Primož Vrhovec -
Vili Vrhovec - Janez Vrolih - Jože Vunšek

## W
Robert Waltl - Sašo Weilgoni - Vito Weis -
Albert Wilhelm -
Nana Wintrová -

## Z
Božena Zabret - Lovro Zafred - Niko Zagode - Mileva Zakrajšek - Jože Zalar - Andrej Zalesjak - Angela Zalokar - Inja Zalta - Branko Završan - Ernest Zega - Matej Zemljič -
Pia Zemljič - Anže Zevnik -
Judita Zidar -
Vojko Zidar -
Neža Zinaić - Tijana Zinajić -
Gregor Zorc - Simona Zorc Ramovš -
Metoda Zorčič - Tone Zorko -
Jurij Zrnec -
Jože Zupan (1909) -
Jože Zupan (1921) -
Anka Zupanc -
Iva Zupančič -
Jana Zupančič -
Milena Zupančič - Mirko Zupančič -
Silvo Zupančič -
Dunja Zupanec -
Žiga Zver -

## Ž
Ajda Žagar -
Eva Žagar -
Barbara Žefran -
Rado Železnik -
Tjaša Železnik - Valerija Železnik (por. Sila) - Maša Židanik Bjelobrk -
Stevo Žigon -
Gorazd Žilavec - Maša Žilavec - Aleš Živec -
Nataša Živković -
Jonas Žnidaršič -
Miha Žorž -
Igor Žužek -